# Interrex (Pologne-Lituanie)
Ne doit pas être confondu avec Interroi.
L'interrex était, en Pologne-Lituanie et du temps de la monarchie élective (de 1572 à 1795), le chef d'État provisoire (administrateur du royaume) depuis la mort ou la déposition du roi précédent jusqu'à l'élection d'un nouveau roi.

## Description
La fonction d'interrex se rattachait à celle de l'interrex du temps de la Rome antique. En règle générale, c'est l'archevêque de Gniezno, en sa qualité de primat de Pologne, qui était titulaire de cette fonction. En cas d'empêchement de ce dernier, c'est l'évêque de Couïavie qui faisait office d'interrex. Dans la pratique constitutionnelle, d'autres évêques pouvaient toutefois également assumer cette fonction.
L'interrex proclamait la mort ou la déposition du roi. En tant que chef d'État temporaire, l'interrex représentait l'État tant à l'extérieur qu'à l'intérieur. Dans certaines circonstances, il était habilité à déclarer la guerre ou à entamer des négociations de paix.
Cependant, sa tâche principale était d'organiser l'élection d'un nouveau roi. En proclamant la mort ou la déchéance du roi, l'interrex mettait en place une Diète (Sejm) chargée de traiter les affaires urgentes et de régler les dispositions jusqu'à l'élection d'un nouveau roi. Il présidait ensuite la diète de convocation et la diète électorale.

## Liste desinterreges
| Prise de fonction | Fin de la fonction | Interrex                                         |
| ----------------- | ------------------ | ------------------------------------------------ |
| 1572              | 1573               | Jakub Uchański                                   |
| 1574              | 1575               | Jakub Uchański (de nouveau)                      |
| 1586              | 1587               | Stanisław Karnkowski                             |
| 1632              | 1633               | Jan Wężyk                                        |
| 1648              | 1648               | Maciej Łubieński                                 |
| 1668              | 1669               | Mikołaj Prażmowski                               |
| 1673              | 1674               | Kazimierz Florian Czartoryski                    |
| 1674              | 1674               | Andrzej Trzebicki et Stefan Wierzbowski          |
| 1696              | 1697               | Augustyn Michał Stefan Radziejowski              |
| 1704              | 1705               | Augustyn Michał Stefan Radziejowski (de nouveau) |
| 1704              | 1705               | Mikołaj Święcicki                                |
| 1733              | 1734               | Teodor Andrzej Potocki                           |
| 1763              | 1764               | Władysław Aleksander Łubieński                   |